# Kroktjärnen (Tärna socken, Lappland, 729593-146293)
Kroktjärnen är en sjö i Storumans kommun i Lappland och ingår i Umeälvens huvudavrinningsområde.